# Macbeth (opera)
A Macbeth Giuseppe Verdi egyik négyfelvonásos operája. Szövegkönyvét Francesco Maria Piave és Andrea Maffei írták Shakespeare azonos című drámája alapján. Ősbemutatójára 1847. március 14-én került sor a firenzei Teatro di Pergolában. Magyarországon 1848. február 26-án mutatták be a Nemzeti Színházban.

## Szereplők
| Szereplő                                               | Hangfekvés                |
| ------------------------------------------------------ | ------------------------- |
| Macbeth, a skót király hadvezére                       | bariton                   |
| Lady Macbeth, felesége                                 | szoprán vagy mezzoszoprán |
| Banquo, a király hadvezére                             | basszus                   |
| Macduff, skót nemes                                    | tenor                     |
| Lady Macbeth kamarásnője                               | mezzoszoprán              |
| Malcolm, a király fia                                  | tenor                     |
| Doktor                                                 | basszus                   |
| Boszorkányok, hírnökök, cselédek, nemesek, menekültek. |                           |

## Cselekmény
Helyszín: Skócia
Idő: 11. század

### Első felvonás
Első jelenet
Erdő
Győztes csata után a skót hadvezérek, Macbeth és Banquo az erdőben boszorkányokkal találkoznak, akik megjósolják, hogy Glamis hűbérurából, Macbethből előbb Cawdor ura, majd Skócia királya lesz, ugyanakkor megjósolják, hogy a skót trónon Banquo rokonai ülnek majd. Az első jóslat hamar valóra válik, hiszen küldöttek érkeznek és Cawdor uraként köszöntik a hadvezért.
Második jelenet
Terem Macbeth várában
Lady Macbeth férjének leveléből értesül a jóslatról. Amikor Duncan skót király a várba érkezik, a házaspár gyilkossággal biztosítja magának az utat a trónra.

### Második felvonás
Első jelenet
Terem Macbeth várában
Macbeth nem tud örülni frissen szerzett királyi méltóságának, hiszen tudja, a második jóslat még nem teljesedett be. Feleségével közösen elhatározza, hogy meggyilkolja Banquót és fiát Fleancet is.
Második jelenet
Liget
Macbeth bérgyilkosai végeznek Banquoval, de Fleance megszökik.
Harmadik jelenet
Terem Macbeth várában
Skócia új királya ünnepséget rendez a nemesség számára. Amikor Macbeth értesül Banquo meggyilkolásáról és Fleance szökéséről, rossz lelkiismerete testet ölt: megjelenik neki Banquo szelleme, akivel beszélgetni kezd. A vendégek őrültnek vélik Macbethet.

### Harmadik felvonás
Az elbizonytalanodott és rettegő Macbeth visszatér az erdőbe, ahol tanácsot kér a boszorkányoktól sorsát illetően. Azt a választ kapja, hogy őt nem ölheti meg senki anyaszülte és uralkodni fog, amíg a birnami erdő ellene nem vonul. Óvják őt egyik bizalmasától, Macdufftól, akinek családját a királyi pár parancsára kiírtják, asszonyokat, gyermekeket sem kímélve.

### Negyedik felvonás
Első jelenet
Sivár táj az angol-skót határon
Macduff, akinek kiirtották családját és Malcolm, a meggyilkolt király fia hadsereget toborzott, mellyel Macbethék ellen vonul.
Második jelenet
Terem Macbeth várában
Rossz lelkiismerettől hajtva, Lady Macbeth éjjelenként a várban bolyong. Nem képes megpihenni és ebbe belehal.
Harmadik jelenet
Terem Macbeth várában
Macbeth dühtől őrjöngve fogadja a hírt, hogy Malcolm angol segítséggel hadba száll ellene. Felesége halálhírét viszont közönyösen fogadja.
Negyedik jelenet
Széles mező
Macbeth várja Macduff és Malcolm seregét, csakhogy a birnami erdő indul meg ellene, ugyanis a katonák faágakkal álcázták magukat. Macbethet Macduff öli meg. Az utolsó jóslat is beteljesedik: Macduff ugyanis császármetszéssel jött világra, anya tehát valóban nem szülte.

## Híres áriák, kórusművek
- Vieni! t'affretta! - Lady Macbeth áriája (első felvonás)
- Or tutti, sorgete - Lady Macbeth áriája (első felvonás)
- La luce langue - Lady Macbeth áriája (második felvonás)
- Come dal ciel precipita - Banquo áriája (második felvonás)
- Si colmi il calice - Lady Macbeth áriája (második felvonás)
- Fuggi regal fantasima - Macbeth áriája (harmadik felvonás)
- O lieto augurio - Macbeth áriája (harmadik felvonás)
- Ah, la paterna mano - Macduff áriája (negyedik felvonás)